# Eyalato de Temeşvar
El eyalato de Temesvár (en turco otomano: ایالت تمشوار; Eyālet-i Tımışvār‎), conocido como eyalato de Yanova después de 1658, era una unidad administrativa de primer nivel (eyalato) del Imperio otomano ubicada en la región del Banato, Europa Central. 
Además de Banato, la provincia también incluía un área al norte del río Mureș, parte de la región de Crișana. Su territorio ahora está dividido entre Hungría, Rumania y Serbia. Su capital era Temeşvar (rumano: Timișoara).

## Nombres

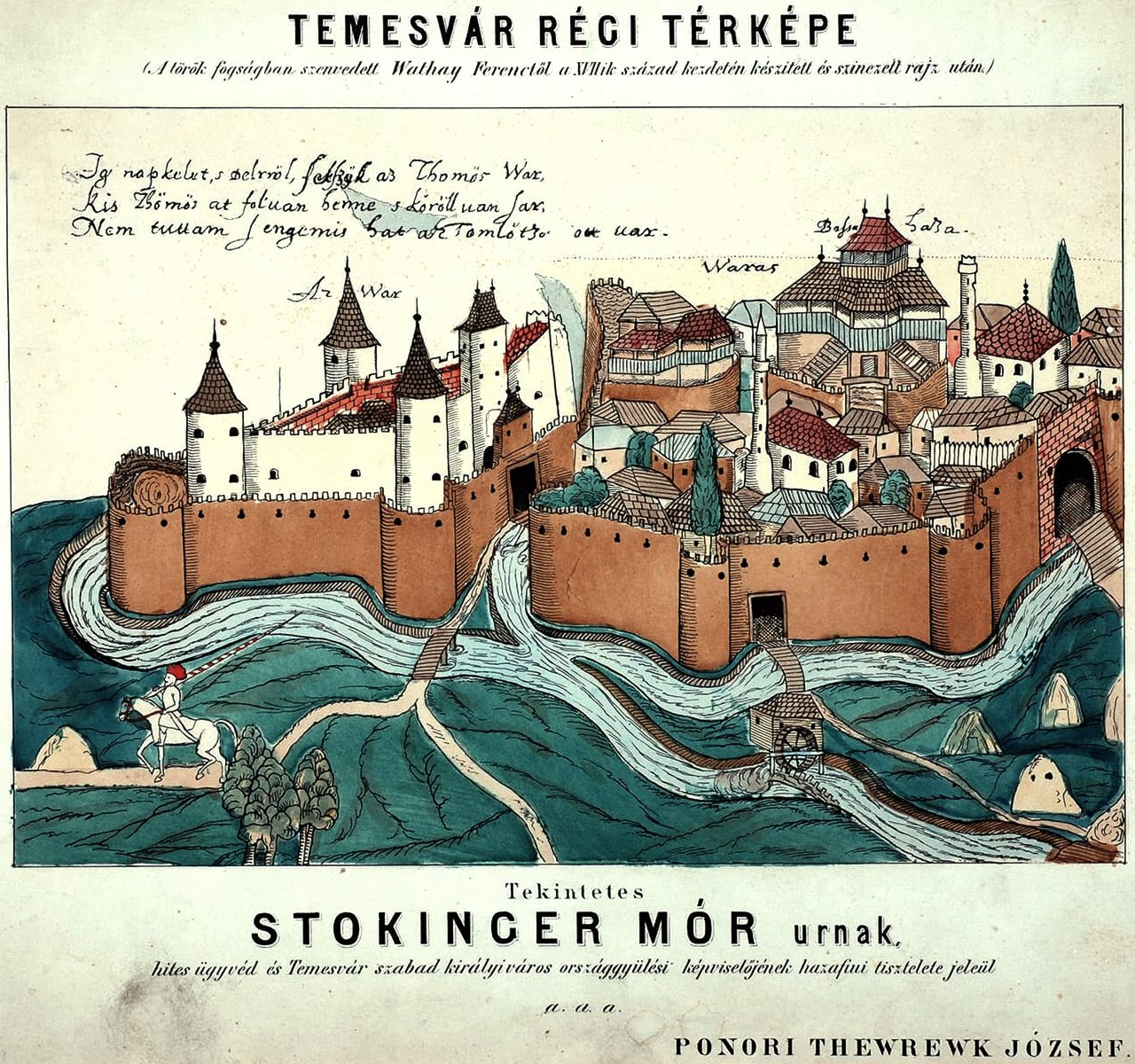
Temeşvar (Timișoara) en 1602.

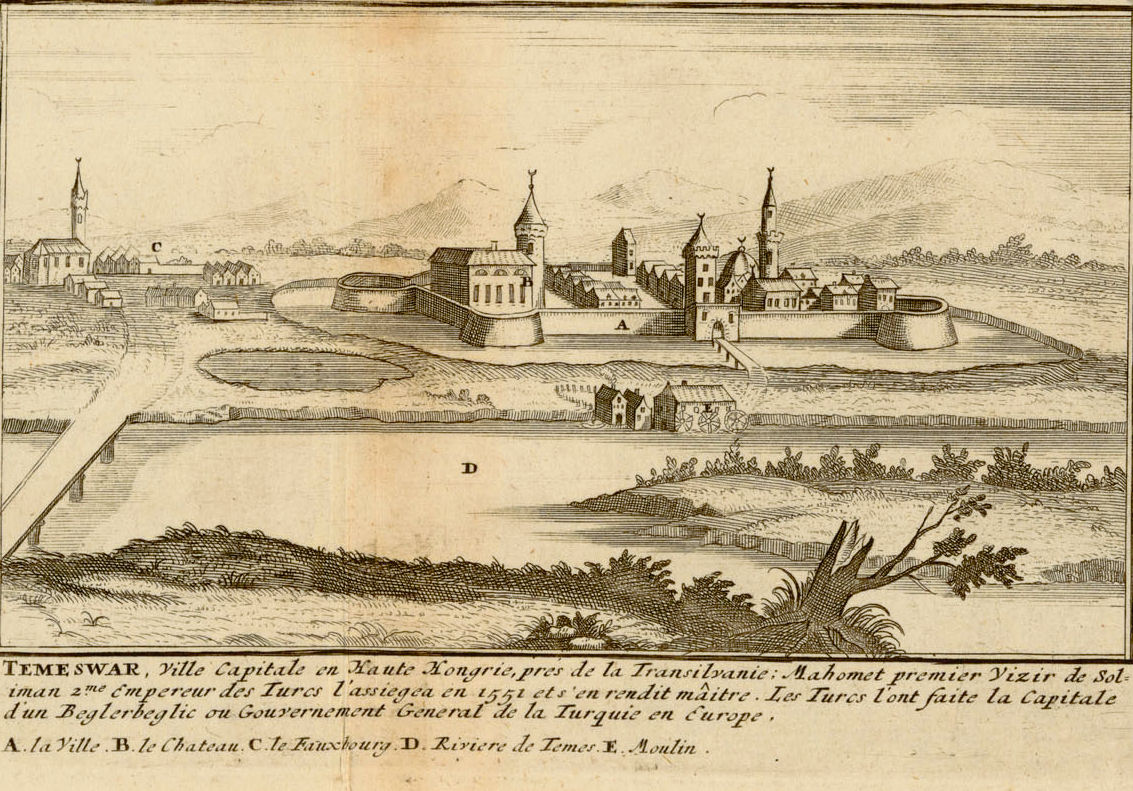
Mezquitas famosas en la ciudad de Timișoara, Rumania en el año 1656.

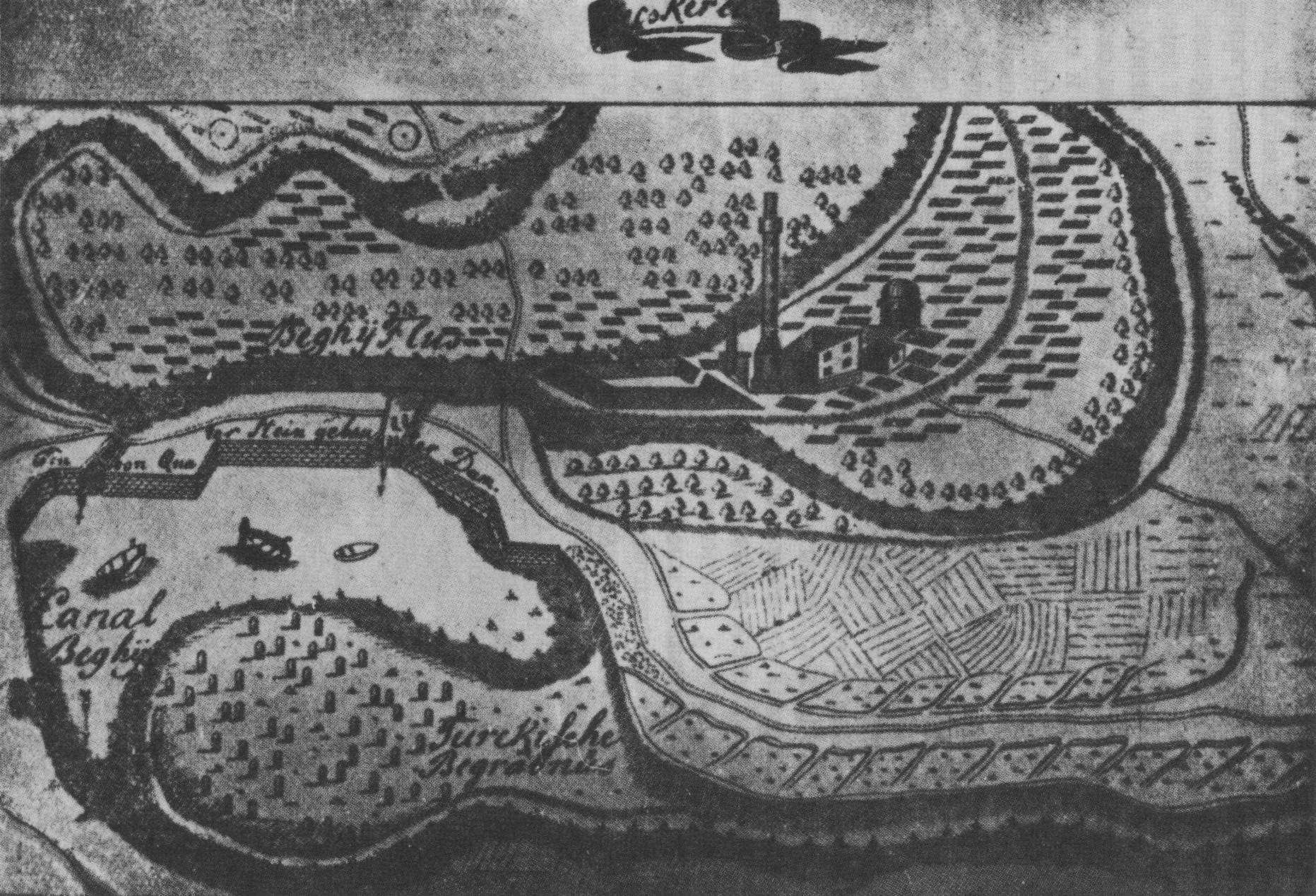
Beçkerek (Bečkerek) en 1697/98.

El nombre de la provincia en turco otomano era eyalet-i Temesvár o eyalet-i Tımışvar (en turco moderno: Temesvár Eyaleti o Tamışvar Eyaleti), en húngaro era Temesvári vilajet, en rumano fue Eialetul Timisoarei o Paşalâcul Timişoara, en serbio fue Темишварски ејалет o Temišvarski ejalet. La provincia recibió su nombre de su sede administrativa, Temeşvar. El nombre turco Temeşvar se da después del húngaro, Temesvár que significa "Castillo en el Temes" (río). 

## Historia
El eyalato de Temeşvar se formó en 1552, cuando el castillo húngaro de Temesvár defendido por la tropa de István Losonczy fue capturado por las tropas otomanas dirigidas por Kara Ahmed Bajá el 26 de julio de 1552 y existió hasta 1716, cuando fue conquistado por la Monarquía Habsburgo. El eyalato estaba dirigido por un vali (gobernador) o beylerbey (a veces con la posición de bajá o visir), cuya residencia estaba en el antiguo castillo de Hunyadi en Temeşvar. En 1718, los Habsburgo formaron una nueva provincia en esta región, llamada Banato de Temeswar tras su victoria en la guerra austro-turca (1716-1718) y la firma del Tratado de Passarowitz. 

## Divisiones administrativas
| Antes del tratado de Karlowitz en 1699, la provincia se dividió en los siguientes sanjacados: 1. Sanjacado de Tımışvar (Timișoara) 2. Sanjacado de Arad 3. Sanjacado de Çanad (Cenad) 4. Sanjacado de Lipva (Lipova) 5. Sanjacado de Yanova (Ineu) 6. Sanjacado de Küle (Gyula) 7. Sanjacado de Fenlak (Felnac) 8. Sanjacado de Beçkerek (Bečkerek / Zrenjanin) 9. Sanjacado de Çakova (Ciacova) 10. Sanjacado de Pançova (Pančevo) 11. Sanjacado de Modava (Moldavia Nouă) 12. Sanjacado de Orşova (Orșova) Los sanjacados de Arad, Küle, Yanova, Fenlak y las partes septentrionales de los sanjacados de Çanad y Lipva fueron transferidos a la monarquía de los Habsburgo tras la firma del tratado de Karlowitz. | El eyalet constaba de cinco sanjaks entre 1700 y 1701: 1. Sanjacado de Tımışvar (Paşa Sancaığı, Timișoara) 2. Sanjacado de Çanad (Cenad) 3. Sanjacado de Modava (Moldavia Veche) 4. Sanjacado de Segedin (Szeged) 5. Sanjacado de Lipova (Lipova) Nota: antes del tratado de Karlowitz, el sanjacado de Segedin era parte de Eyalato de Eger. La mayor parte de este sanjacado (incluido su centro administrativo, Segedin) fue transferido a la Monarquía Habsburgo en 1699. La pequeña parte oriental del sanjacado en la margen izquierda del río Tisa permaneció dentro del Imperio otomano. |

| Según Sancak Tevcih Defteri, el eyalato constaba de seis sanjacados entre 1701 y 1702: 1. Sanjacado de Tımışvar (Paşa Sancaığı, Timișoara) 2. Sanjacado de Çanad (Cenad) 3. Sanjacado de Şebeş y Lagoş (Caransebeș, Lugoj) 4. Sanjacado de Modava (Moldavia Veche) 5. Sanjacado de İrşora u Orşova (Orșova) 6. Sanjacado de Lipova (Lipova) | El eyalato constaba de tres sanjacados entre 1707 y 1713: 1. Sanjacado de Tımışvar (Paşa Sancağı, Timișoara) 2. Sanjacado de Sirem (Syrmia) 3. Sanjacado de Semendire (Smederevo) |

## Gobernadores
- Kazim-bey o Gazi Kasim-pasha (1552-1554)[4]
- Hasan-pasha (1594)[5]
- Sofi Sinan-pasha (1594)[6]
- Hasan-pasha, el más joven (1594)[7]
- Mustafa Pasha (julio de 1594)
- Dželalija Hasan-paša (1604-1605)
- Ahmed-paša Dugalić (1605-?)
- Ibrahim-pasha (1687)[8]
- Ibrahim-pasha (1701-)[9]